# Yuan T. Lee
Yuan Tseh Lee (Hsinchu, 19 novembre 1936) è un chimico taiwanese, premio Nobel per la chimica nel 1986 insieme a John Charles Polanyi e Dudley Herschbach per i loro contributi alle dinamiche dei processi chimici elementari.
È professore emerito dell'Università di Berkeley. È stato il primo premio Nobel di Taiwan.
Gli studi di chimica-fisica di Lee erano relativi all'uso di tecniche avanzate di cinetica chimica per indagare e manipolare il comportamento delle reazioni chimiche utilizzando fasci molecolari incrociati.  Dal 15 gennaio 1994 al 19 ottobre 2006, Lee è stato presidente dell'Academia Sinica di Taiwan. Nel 2011 è stato eletto capo dell'International Council for Science.

## Primi anni di vita
Lee nacque da una famiglia di hokkien originari di Nan'an in Cina nella città di Shinchiku (l'odierna città di Hsinchu) nel nord di Taiwan, che era allora sotto il dominio giapponese, da Lee Tze-fan, artista e Ts'ai P'ei (蔡 配; Cài Péi ), un insegnante di scuola elementare della città di Goseikō (梧 棲 港 街), nella Prefettura di Taichū (Distretto di Wuqi, Taichung). Lee ha giocato nelle squadre di baseball e ping-pong della Hsinchu Elementary School, e in seguito ha studiato alla Hsinchu Senior High School, dove praticò il tennis e il trombone.
Grazie ai suoi successi al liceo, fu esonerato dall'esame di ammissione e ammesso direttamente alla National Taiwan University. Ha conseguito la laurea nel 1959.  Ha conseguito il Master of Science presso la National Tsing Hua University nel 1961 e il dottorato presso l'Università della California nel 1965, sotto la supervisione di Bruce H. Mahan.  È stato membro del Chemistry International Board dal 1977 al 1984.

## Carriera

### Contributi alla chimica
Nel febbraio 1967, iniziò a lavorare con Dudley Herschbach all'Università di Harvard sulle reazioni tra atomi di idrogeno e molecole alcaline biatomiche e sulla costruzione di un apparato universale a raggi molecolari incrociati. Dopo l'anno post-dottorato con Herschbach è entrato alla facoltà dell'Università di Chicago nel 1968. Nel 1974, è tornato a Berkeley come professore di chimica e ricercatore principale presso il Lawrence Berkeley National Laboratory, diventando cittadino statunitense nello stesso anno. Lee è professore universitario emerito del sistema dell'Università della California.

### Verso il Premio Nobel
Uno dei principali obiettivi della chimica è lo studio delle trasformazioni dei materiali in cui la cinetica chimica svolge un ruolo importante. Gli scienziati del XIX secolo affermarono che i processi chimici macroscopici consistono in molte reazioni chimiche elementari che sono esse stesse semplicemente una serie di incontri tra specie atomiche o molecolari. Per comprendere la dipendenza temporale delle reazioni chimiche, i cinetisti chimici si sono tradizionalmente concentrati sull'ordinamento di tutte le reazioni chimiche elementari coinvolte in un processo chimico macroscopico e sulla determinazione delle rispettive velocità.
Il chimico svedese Svante Arrhenius studiò questo fenomeno alla fine del 1880 e dichiarò le relazioni tra gli urti molecolari efficaci e i tassi di reazione (formulati in termini di energie di attivazione).
Altri scienziati dell'epoca affermarono inoltre che una reazione chimica fosse fondamentalmente un evento meccanico e che comportasse il riarrangiamento di atomi e molecole durante una collisione. Sebbene questi studi teorici iniziali fossero solo qualitativi, inaugurarono una nuova era nel campo della cinetica chimica, permettendo la previsione del decorso dinamico di una reazione chimica.
Negli anni cinquanta, sessanta e settanta, con lo sviluppo di molte sofisticate tecniche sperimentali, divenne possibile studiare la dinamica delle elementari reazioni chimiche in laboratorio. Tra queste l'analisi delle condizioni operative di soglia di un laser chimico o degli spettri ottenuti usando varie tecniche spettroscopiche laser lineari o non lineari.
Lee si concentrò sulla possibilità di controllare le energie dei reagenti e di comprendere la dipendenza della reattività chimica in base all'orientamento molecolare, tra gli altri studi relativi alla natura degli intermedi di reazione, alla dinamica di decadimento e all'identificazione di meccanismi di reazione complessi. Per fare ciò utilizzò una tecnica di laboratorio rivoluzionaria, chiamata "tecnica dei raggi molecolari incrociati", in cui le informazioni derivate dalle misurazioni delle distribuzioni angolari e della velocità consentivano a lui e al suo team di comprendere la dinamica delle reazioni chimiche elementari.

### Attività recenti
Durante il suo mandato, Lee ha lavorato per creare nuovi istituti di ricerca, far avanzare la ricerca scientifica all'interno di Taiwan e per reclutare e formare studiosi di alto livello per l'Accademica Sinica.
Nel 2010, Lee ha affermato che il riscaldamento globale sia molto più grave di quanto gli scienziati pensassero in precedenza e che i taiwanesi debbano ridurre le loro emissioni di CO2 pro capite da 12 a 3 tonnellate l'anno. Ha inoltre osservato "Dovremo imparare a vivere la vita semplice dei nostri antenati". Senza tali sforzi, ha detto, "i taiwanesi non saranno in grado di sopravvivere a lungo nel futuro".
Ha preso parte alle Conferenze di Malta. Nell'ambito dell'iniziativa, ha offerto sei borse di studio per lavorare sul sincrotrone di Taiwan.

## Vita privata
Il padre di Lee era un noto pittore di Taiwan. Sua madre era un'insegnante di scuola elementare e suo fratello maggiore, Yuan-Chuan Lee, è stato professore alla Johns Hopkins University per 40 anni, premiato con la Special Chair Lectureship nell'Accademia Sinica a Taiwan. Inoltre, anche suo fratello minore, Yuan-Pern Lee, ha ricevuto questa onorificenza. La sorella di Lee, Chi-Mei Lee, è stata professoressa alla National Chung Hsing University.
Nel 2003, è stato uno dei 22 premi Nobel che hanno firmato il Manifesto Umanista.

### Ruolo politico
Lee ha svolto un ruolo importante durante le elezioni presidenziali del 2000 e da allora è stato un sostenitore della coalizione pan-verde che sostiene l'indipendenza di Taiwan. Nell'ultima settimana delle elezioni ha annunciato il suo sostegno alla candidatura di Chen Shui-bian, che successivamente ottenne una risicata vittoria su James Soong. Chen intendeva nominare Lee come premier, ma questi declinò dopo alcuni giorni di riflessione.
Su richiesta di Chen, Lee era il rappresentante della Repubblica cinese nel vertice dei leader APEC del 2002 in Messico. Lee rappresentava di nuovo Chen nei vertici dell'APEC del 2003 e del 2004 rispettivamente in Tailandia e Cile.
Nel gennaio 2004, lui e il magnate industriale Wang Yung-ching e il regista teatrale Lin Hwai-min hanno rilasciato una dichiarazione congiunta chiedendo a Chen Shui-bian e Lien Chan di "abbandonare l'odio e il comportamento estremo e ricorrere all'onestà". Questo, e altre dichiarazioni critiche del Presidente, hanno portato alla speculazione che non avrebbe appoggiato nuovamente Chen alle elezioni del 2004 fino a quando non avesse rilasciato una dichiarazione di sostegno al DPP il 17 marzo, tre giorni prima dell'apertura dei sondaggi. È stato eletto Presidente dell'International Council of Science nel 2008, mandato che ha iniziato nel 2011.
Durante le elezioni presidenziali della Repubblica di Cina del 2012, Lee ha espresso il suo sostegno al candidato del DPP Tsai Ing-wen. All'inizio del 2016, è apparso e si è rivolto a una manifestazione del Partito del Nuovo Potere, un partito formato da attivisti studenteschi coinvolti nel Movimento dei girasoli.

### Cambiamento climatico
Yuan Lee ha firmato la Dichiarazione Mainau del 2015 esprimendo preoccupazione per i cambiamenti climatici antropogenici.

### Fondazione Wu Chien-Shiung
Lee è stato uno dei quattro premi Nobel che hanno fondato la Wu Chien-Shiung Foundation.

## Riconoscimento
Oltre al premio Nobel, Lee ha conseguito numerosi altri riconoscimenti: Sloan Fellow (1969); Fellow della American Academy of Arts and Sciences (1975); Fellow Phys. Soc. (1976); Guggenheim Fellow (1977); Membro della National Academy of Sciences (1979); Membro dell'International Academy of Science, Membro dell'Academia Sinica (1980); Premio E.O. Lawrence (1981); Miller Professor, Berkeley (1981); Fairchild Distinguished Scholar (1983); Premio Harrison Howe (1983); Premio Peter Debye (1986); National Medal of Science (1986); Premio Golden Plate dell'American Academy of Achievement (1987) e Faraday Lectureship Prize (1992).  Yuan Tseh Lee è stato insignito della Othmer Gold Medal nel 2008 in riconoscimento dei suoi eccezionali contributi ai progressi della chimica e della scienza.
Il suo supervisore post-dottorato e collega Dudley Herschbach lo definì "Il Mozart della chimica fisica".